# Drumbeg (Ierland)
Drumbeg (Iers: Droim Beag) is een plaats in het Noord-Ierse County Down.
Drumbeg telt 720 inwoners.
Van de bevolking is 83,2% protestant en 12,7% katholiek.